# Луциковка
Луциковка (укр. Луциківка) — село,
Луциковский сельский совет,
Белопольский район,
Сумская область,
Украина.
Код КОАТУУ — 5920685301. Население по переписи 2001 года составляло 590 человек.
Является административным центром Луциковского сельского совета, в который, кроме того, входят сёла
Птичье и
Болотышино.

## Географическое положение
Село Луциковка находится на берегу реки Сула,
выше по течению примыкает село Марковка,
ниже по течению на расстоянии в 3 км расположено село Сульское.
Примыкает к селу Птичье.

## История
- Село основано в первой половине XVII века.

## Экономика
- Молочно-товарная ферма.
- «Луциковское», сельхозпредприятие.
- «Дружба 6», ЧП.

## Объекты социальной сферы
- Школа;
- Почта.

## Известные люди
- С 1916 по 1919 года в родовом имении в селе Луциковка жил и похоронен исследователь Эфиопии гусар и монах Булатович А. К. (1870—1919).
- Родился Герой Советского Союза Дудник Ф. Ф. (1910—1986).